# ヘデントール
ヘデントール（英:Redentor、2021年4月6日 - ）は、日本の競走馬。主な勝ち鞍は2025年の天皇賞（春）、ダイヤモンドステークス。
馬名の由来は、救世主（ポルトガル語）。コルコバードの丘のキリスト像より。

## 経歴

### 2023年（2歳）
11月18日東京芝2000mの2歳新馬にクリストフ・ルメール鞍上でデビュー。道中後方待機から4コーナーで一気に進出して脚を伸ばしたがのちの皐月賞馬ジャスティンミラノの2着に敗れる。

### 2024年（3歳）

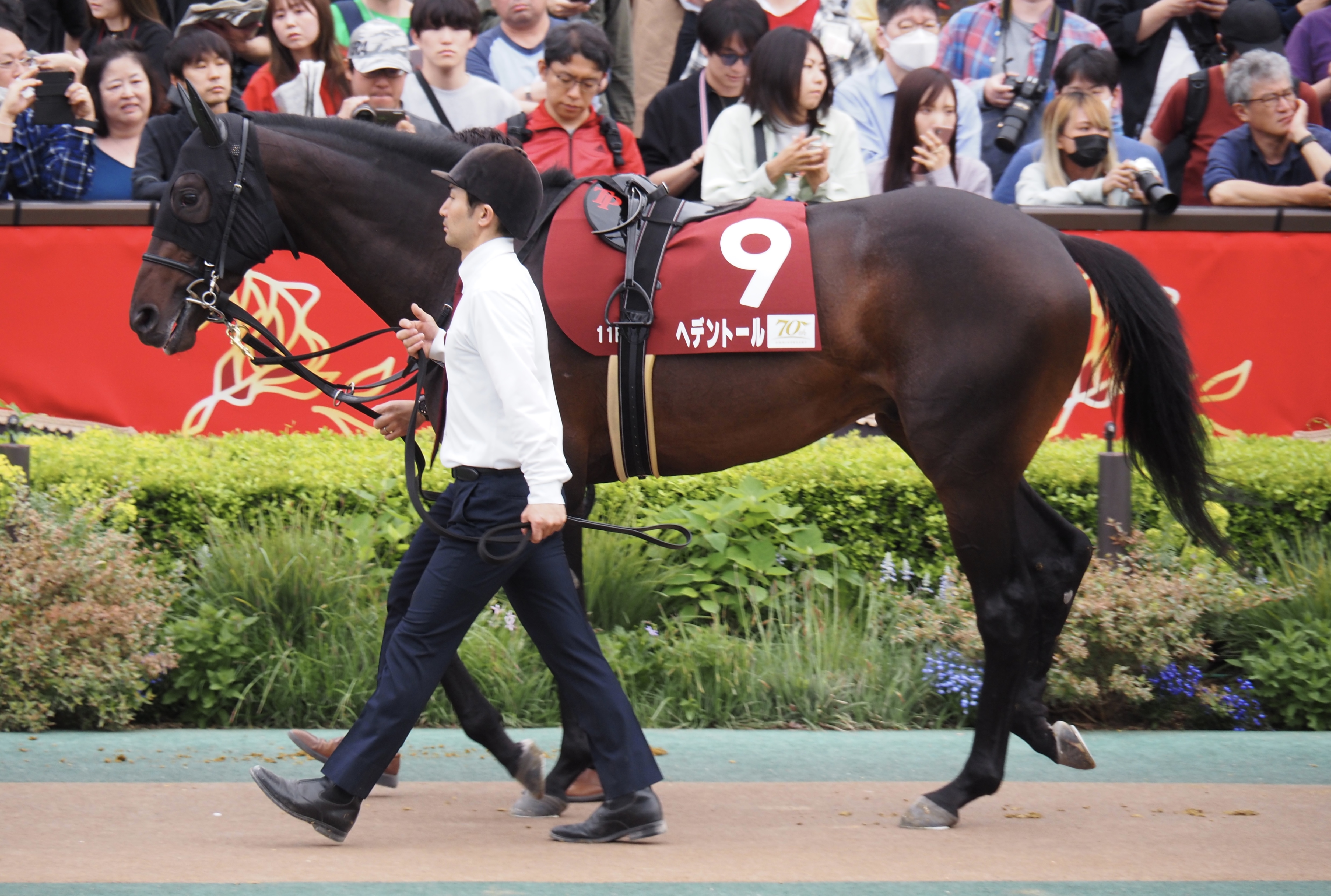
第31回青葉賞パドック

1月13日中山芝2000mの3歳未勝利では序盤は後方に控え、3コーナーで先団までポジションを上げると最後の直線できっちりと抜け出し2戦目で初勝利を挙げる。3月9日中山芝2000mの3歳1勝クラスでは最後方追走から直線で末脚を繰り出して先頭に立つと後続に3馬身差をつけ2連勝とした。重賞初挑戦となった4月27日の青葉賞では後方追走から直線で懸命に追い上げてきたがシュガークンの8着に敗れる。6月16日の町田特別（2勝クラス）では2番手追走から楽に抜け出すとタイセイフェリークに2馬身差をつけ3勝目をマークすると、続く8月17日の日本海ステークスでは道中好位で脚を溜めると最後の直線でしぶとく抜け出すと最後はナイトインロンドンに3馬身半差をつけ快勝しオープン入りを果たす。迎えた10月20日の菊花賞ではスタートで後手を踏み序盤は最後方を追走するが、向正面で徐々に進出し最後の直線でしぶとく脚を伸ばしてアーバンシックの2着の入った。

### 2025年（4歳）
始動戦となった2月22日のダイヤモンドステークスでは道中好位で脚を溜めると2周目3～4コーナー中間で一気に仕掛けて先頭に立つと最後の直線では後続に4馬身差をつけ重賞初制覇を果たした。
5月4日、天皇賞春ではダミアン・レーンとの初コンビで1番人気の支持を受け出走。道中6,7番手を追走し、直線では外目に進出。捲ってきたビザンチンドリームとの叩き合いをアタマ差制しGI初制覇を飾った。また、騎乗したレーンは当レースでJRA・GI通算6勝目を挙げた。

## 競走成績
以下の内容は、netkeiba.comおよびJBISサーチに基づく。
| 競走日     | 競馬場 | 競走名        | 格   | 距離（馬場）  | 頭 数 | 枠 番 | 馬 番 | オッズ （人気） | 着順 | タイム （上り3F） | 着差 | 騎手        | 斤量 [kg] | 1着馬（2着馬）         | 馬体重 [kg] |
| ---------- | ------ | ------------- | ---- | ------------- | ----- | ----- | ----- | --------------- | ---- | ----------------- | ---- | ----------- | --------- | ---------------------- | ----------- |
| 2023.11.18 | 東京   | 2歳新馬       |      | 芝2000m（良） | 14    | 4     | 6     | 004.40（3人）   | 02着 | R2:02.3（33.5）   | -0.3 | 0C.ルメール | 56        | ジャスティンミラノ     | 478         |
| 2024.01.13 | 中山   | 3歳未勝利     |      | 芝2000m（良） | 17    | 5     | 9     | 001.90（1人）   | 01着 | R2:00.2（34.5）   | -0.4 | 0C.ルメール | 57        | （ショウナンナツゾラ） | 470         |
| 0000.03.09 | 中山   | 3歳1勝クラス  |      | 芝2000m（重） | 11    | 3     | 3     | 001.40（1人）   | 01着 | R2:01.9（36.6）   | -0.5 | 0C.ルメール | 57        | （ヤマニンアドホック） | 474         |
| 0000.04.27 | 東京   | 青葉賞        | GII  | 芝2400m（良） | 17    | 5     | 9     | 003.50（1人）   | 08着 | R2:24.8（33.7）   | -0.6 | 0T.オシェア | 57        | シュガークン           | 474         |
| 0000.06.16 | 東京   | 町田特別      | 2勝  | 芝2400m（良） | 7     | 5     | 5     | 001.30（1人）   | 01着 | R2:26.9（33.6）   | -0.3 | 0C.ルメール | 54        | （タイセイフェリーク） | 474         |
| 0000.08.17 | 新潟   | 日本海S       | 3勝  | 芝2200m（良） | 9     | 8     | 9     | 001.60（1人）   | 01着 | R2:12.4（33.6）   | -0.6 | 0C.ルメール | 55        | （ナイトインロンドン） | 480         |
| 0000.10.20 | 京都   | 菊花賞        | GI   | 芝3000m（良） | 18    | 8     | 16    | 007.10（4人）   | 02着 | R3:04.5（35.8）   | -0.4 | 0戸崎圭太   | 57        | アーバンシック         | 472         |
| 2025.02.22 | 東京   | ダイヤモンドS | GIII | 芝3400m（良） | 16    | 4     | 8     | 001.90（1人）   | 01着 | R3:32.2（34.9）   | -0.7 | 0戸崎圭太   | 57        | （ジャンカズマ）       | 482         |
| 0000.05.04 | 京都   | 天皇賞（春）  | GI   | 芝3200m（良） | 15    | 4     | 6     | 003.10（1人）   | 01着 | R3:14.0（35.3）   | -0.0 | 0D.レーン   | 58        | （ビザンチンドリーム） | 478         |

- 競走成績は2025年5月4日現在

## 血統表
| ヘデントールの血統          | ヘデントールの血統                             | ヘデントールの血統                             | （血統表の出典）                               | （血統表の出典）    |
| 父系                        | キングマンボ系                                 | キングマンボ系                                 | キングマンボ系                                 | [ § 2 ]             |
| 父 ルーラーシップ 鹿毛 2007 | 父の父キングカメハメハ 鹿毛 2001               | Kingmambo                                      | Mr. Prospector                                 | Mr. Prospector      |
| 父 ルーラーシップ 鹿毛 2007 | 父の父キングカメハメハ 鹿毛 2001               | Kingmambo                                      | Miesque                                        |                     |
| 父 ルーラーシップ 鹿毛 2007 | 父の父キングカメハメハ 鹿毛 2001               | *マンファス                                    | *ラストタイクーン                              | *ラストタイクーン   |
| 父 ルーラーシップ 鹿毛 2007 | 父の父キングカメハメハ 鹿毛 2001               | *マンファス                                    | Pilot Bird                                     |                     |
| 父 ルーラーシップ 鹿毛 2007 | 父の母エアグルーヴ 鹿毛 1993                   | *トニービン                                    | *カンパラ                                      | *カンパラ           |
| 父 ルーラーシップ 鹿毛 2007 | 父の母エアグルーヴ 鹿毛 1993                   | *トニービン                                    | Severn Bridge                                  |                     |
| 父 ルーラーシップ 鹿毛 2007 | 父の母エアグルーヴ 鹿毛 1993                   | ダイナカール                                   | *ノーザンテースト                              | *ノーザンテースト   |
| 父 ルーラーシップ 鹿毛 2007 | 父の母エアグルーヴ 鹿毛 1993                   | ダイナカール                                   | シャダイフェザー                               |                     |
| 母 コルコバード 黒鹿毛 2013 | 母の父ステイゴールド 黒鹿毛 1994               | *サンデーサイレンス                            | Halo                                           | Halo                |
| 母 コルコバード 黒鹿毛 2013 | 母の父ステイゴールド 黒鹿毛 1994               | *サンデーサイレンス                            | Wishing Well                                   |                     |
| 母 コルコバード 黒鹿毛 2013 | 母の父ステイゴールド 黒鹿毛 1994               | ゴールデンサッシュ                             | *ディクタス                                    | *ディクタス         |
| 母 コルコバード 黒鹿毛 2013 | 母の父ステイゴールド 黒鹿毛 1994               | ゴールデンサッシュ                             | ダイナサッシュ                                 |                     |
| 母 コルコバード 黒鹿毛 2013 | 母の母エンシェントヒル 鹿毛 2001               | *エンドスウィープ                              | *フォーティナイナー                            | *フォーティナイナー |
| 母 コルコバード 黒鹿毛 2013 | 母の母エンシェントヒル 鹿毛 2001               | *エンドスウィープ                              | Broom Dance                                    |                     |
| 母 コルコバード 黒鹿毛 2013 | 母の母エンシェントヒル 鹿毛 2001               | *アズテックヒル                                | Proud Truth                                    | Proud Truth         |
| 母 コルコバード 黒鹿毛 2013 | 母の母エンシェントヒル 鹿毛 2001               | *アズテックヒル                                | Tribal Hill                                    |                     |
| 母系(F-No.)                 | アズテックヒル(USA)系(FN:17-b)                 | アズテックヒル(USA)系(FN:17-b)                 | アズテックヒル(USA)系(FN:17-b)                 | [ § 3 ]             |
| 5代内の近親交配             | Mr. Prospector：S4×M5、ノーザンテースト：S4×M5 | Mr. Prospector：S4×M5、ノーザンテースト：S4×M5 | Mr. Prospector：S4×M5、ノーザンテースト：S4×M5 | [ § 4 ]             |
| 出典                        | 1. 2. 3. 4.                                    | 1. 2. 3. 4.                                    | 1. 2. 3. 4.                                    | 1. 2. 3. 4.         |